# František Vacín
František Vacín (8. června 1905 Plzeň – 4. ledna 1973) byl český a československý sportovní plavec a vodní pólista, účastník olympijských her 1924.
Závodnímu plavání a vodnímu pólu se věnoval aktivně od roku 1921 za pražský plavecký klub APK Praha. V roce 1922 přešel s několika dalšími členy do obrozeného oddílu plaveckých sportů AC Sparty Praha. Jako pólista hrál převážně na pozici útočného křídla. V roce 1924 byl náhradníkem československého pólového týmu, který startoval na olympijských hrách v Paříži. Sportovní kariéru ukončil v roce 1932. Jeho manželkou byla přední česká prvorepubliková plavkyně Babeta Dražková.
Zemřel roku 1973 ve věku 67 let, pohřben je na Olšanských hřbitovech.